# Myzostoma caribbeanum
Myzostoma caribbeanum is een ringworm uit de familie Myzostomatidae.
Myzostoma caribbeanum werd in 1883 voor het eerst wetenschappelijk beschreven door Graff.